# Torrenueva Costa
Torrenueva Costa és un municipi espanyol de la província de Granada. La seva extensió superficial és de 6,41 km² i el 2019 tenia 2.682 habitants. Forma part de la comarca de la Costa Granadina.
Era un nucli dins el municipi de Motril, fins que a l'octubre de 2018 es va constituir com a municipi.